# Nurbolot Mirzakhmedov
Nurbolot Sabirjanovich Mizakhmedov ou Nurbolot Sabirjanovich Myrzakhmetov (né le 26 octobre 1978 à Kökjanggak en RSS du Kirghizistan en Union soviétique) est un homme politique kirghiz.

## Biographie
Diplômé d'économie de l'Institut commercial de Jalalabad, Mirzakhmedov travaille par la suite dans le domaine de la taxation dans sa province natale de Jalal-Abad puis dans celle de Tchouï. Il gouverne entre 2010 et 2015 le district de Suzak, moment où il se met à travailler pour le parti Bir Bol au parlement national.
Le 20 avril 2018, Mirzakhmedov est appelé pour remplacer Kubatbek Boronov — qui vient d'être nommé premier vice-premier ministre — comme ministre des Situations d'urgences dans le cabinet Abulgazev nouvellement formé.
Le 23 janvier 2020, Mirzakhmedov quitte son poste de ministre pour devenir gouverneur de la province de Djalal-Abad en remplacement de Kyyanbek Satybaldiev. Il est remplacé par Zamirbek Askarov.